# Esposizione internazionale di arti decorative e industriali moderne

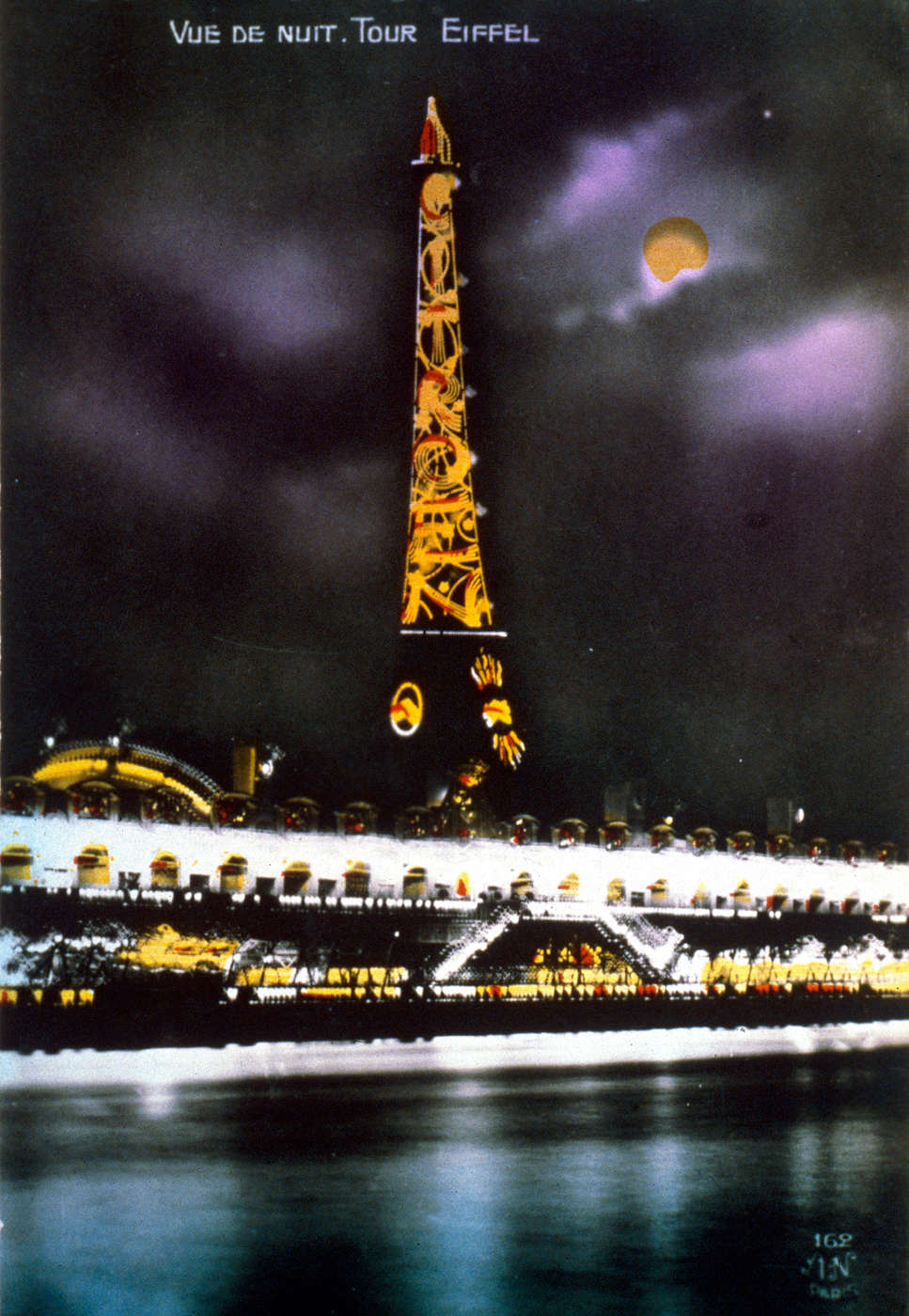
La torre Eiffel in occasione dell'esposizione universale del 1925.

L'esposizione internazionale di arti decorative e industriali moderne (nome originale: Exposition internationale des arts décoratifs et industriels modernes) è stata un'esposizione universale che si è tenuta a Parigi, in Francia, nel 1925. Quest'esposizione venne ideata nel 1907 e progettata nel 1913, ma venne rinviata causa lo scoppio della prima guerra mondiale.

## Generalità
«Aperta a tutti gli industriali i cui prodotti siano artistici nel carattere e mostrino chiaramente una tendenza moderna», l'esposizione internazionale di Parigi del 1925 fu inaugurata il 28 aprile e si tenne fino al mese di ottobre dello stesso anno. Fu allestita nella zona de Les Invalides.

### Rilevanza culturale ed economica
Mentre le precedenti esposizioni internazionali di arti decorative furono dominate dal gusto Art Nouveau (Monza nel 1909, Bruxelles nel 1910 e Torino nel 1911), quella di Parigi accoglieva le nuove tendenze del primo dopoguerra caratterizzanti le arti applicate, in particolare il design di oggetti e l'arredamento.
Già in precedenza la Société des Artistes-Décorateurs e la Société du Salon d'Automne avevano riservato, nelle periodiche mostre allestite negli anni dieci, una posizione di rilievo alle arti applicate. Tuttavia queste esposizioni, per quanto fossero in grado di riscuotere un discreto successo di pubblico, presentavano perlopiù prodotti destinati alle classi agiate.

Un ruolo chiave nella diffusione del "gusto modernista" (e relativa merce) a livello più popolare fu giocato, dopo la prima guerra mondiale, dai grandi magazzini francesi. Printemps, Galeries Lafayette e altri assunsero un ruolo omologo (sebbene più "laico") rispetto a quello del Werkbund tedesco, istituzione quest'ultima che predicava le virtù morali nonché la necessità economica dei beni prodotti a livello industriale, promuovendo le produzioni nazionali che soddisfacevano tali requisiti.
Ed è proprio per queste ragioni che l'esposizione universale del 1925 riserberà una posizione di spicco a grandi magazzini parigini.
Quindi intento primario dell'esposizione universale del 1925 di Parigi fu quello di presentare ad un vasto pubblico le nuove tendenze nel campo delle arti decorative e industriali, ma con un occhio di riguardo all'auto-promozione della stessa Francia sul mercato internazionale e contemplando come ideale concorrente la Germania, che tra le altre cose neppure fu presente.

### Rilevanza politica
Altri ruoli rilevanti dell'esposizione universale del 1925 furono a livello politico. 
In primis perché la mostra di Parigi servì in qualche modo per ribadire l'alleanza della Francia con le nazioni che avevano partecipato al suo fianco nella Grande Guerra conclusasi pochi anni prima. Questo è uno dei motivi principali per cui, ad esempio, la Germania non fu invitata. Non furono presenti, tuttavia, neppure gli Stati Uniti, che all'epoca ritennero eccessivo un investimento per poter partecipare in modo adeguato. Fu presente invece l'Unione Sovietica, rappresentando questo uno dei primi importanti riconoscimenti a livello internazionale del governo bolscevico insediatosi al potere in seguito alla rivoluzione dell'ottobre del 1917.

## La nascita ufficiale dell'Art Déco
All'esposizione universale del 1925 fu presente un gran numero di artisti, artigiani e industriali. Così come fu molto grande la quantità e la varietà di oggetti presentati. Arduo è quindi parlare di un unico stile ben definito. Più facile, invece, è descrivere alcune tendenze comuni riscontrabili negli oggetti e nell'arredamento. In linea di massima il punto di riferimento, al quale contrapporsi, fu rappresentato dal precedente stile Art Nouveau. 
Ecco quindi mobili dalle forme più semplici, volumi più solidi e compatti, significativa diminuzione degli elementi che andavano a comporre un arredo. Mancava tuttavia, ancora, una concezione più razionale (cioè più versatile e funzionale) di tali arredi. E inoltre: impiego di legni scuri, accostamenti tonali ricercati, forme allusive:
prevaleva in generale un sofisticato geometrismo decorativo che spesso risultava freddo e a volte addirittura tetro.
Tale stile eclettico, o meglio tale tendenza generale, prenderà il nome di "Art Déco" (agile etichetta ricavata dal prolisso titolo della manifestazione che ne sancì, almeno a livello ufficiale, l'inizio: l'Exposition internationale des Arts Décoratifs et industriels modernes, appunto). L'Art Déco, o "Stile 1925" (in questo secondo caso il nome deriva, ovviamente, dall'anno della manifestazione), contribuirà a caratterizzare tutto il decennio successivo, prima di venir definitivamente spazzata via dall'austerità della seconda guerra mondiale.

## Padiglioni
Da un punto di vista prettamente formale la cura nell'allestimento dei padiglioni dell'esposizione non si limitò a ciò che essi dovevano contenere, ma contemplò anche la progettazione dei padiglioni stessi.

Tra i più importanti, in tal senso, è possibile citare il Padiglione sovietico che, tra le altre cose, venne insignito del Grand Prix per l'architettura. Realizzata a partire dal progetto di Konstantin Mel'nikov ispirato al costruttivismo russo, era una struttura in legno e vetro caratterizzata da piani ortogonali su cui s'innestavano piani obliqui in grado di generare spigoli acuti particolarmente arditi.

Altre strutture che all'epoca riscossero un notevole successo furono il Padiglione del turismo di Robert Mallet-Stevens per quanto riguarda l'esterno e il Teatro-arena di Auguste Perret per quanto riguarda l'interno.
Da un punto di vista concettuale, tuttavia, è da precisare che, se da un lato uno degli intenti dell'esposizione universale del 1925 fu quello di rappresentare lo scenario della vita moderna a livello integrale (con una coerenza già propria dell'Art Nouveau), dall'altro, in maniera più modesta, la maggior parte dei padiglioni si limitò a presentare singoli ambienti.

Tra i più ambiziosi, in tal senso, vi fu però il Padiglione dell'Esprit Nouveau progettato da Le Corbusier. 
Realizzato a partire da uno studio del 1922 che mirava a trovare un punto di equilibrio tra alta densità urbana e qualità degli alloggi (l'Immeuble-Villa), il padiglione dello "spirito nuovo" si proponeva come una unità minima standardizzata di una possibile struttura urbana.
Tale padiglione era costituito da una scatola geometrica bianca, attraversata al centro da un albero e arredata con mobili di produzione industriale. Una struttura adiacente ospitava il Plan Voisin, ossia il progetto di Le Corbusier che prevedeva la demolizione di una parte del centro storico di Parigi per costruirvi dei grattacieli.